# Communauté d'agglomération Roissy Porte de France
La communauté d'agglomération Roissy Porte de France (CARPF) est une ancienne communauté de communes transformée en 2013 en  communauté d'agglomération, et située dans le département du Val-d'Oise et la région Île-de-France. 
Elle a disparu le 1er janvier 2016 en fusionnant avec une autre intercommunalité pour former la communauté d'agglomération Roissy Pays de France, regroupant des communes du Val-d'Oise et de Seine-et-Marne.

## Histoire
La municipalité de Roissy-en-France était soucieuse de ne pas demeurer isolée : la loi, permettant la récupération partielle des prélèvements fiscaux liés à la zone de l'aéroport de Paris-Charles-de-Gaulle au profit d'une communauté, fournit l'occasion de faire bénéficier les voisins de ces ressources.
La communauté de communes Roissy Porte de France est créée officiellement le 25 mai 1994 et regroupait les sept communes de Puiseux-en-France, Épiais-les-Louvres, Chennevières-lès-Louvres, Louvres, Vaudherland, Le Thillay et Roissy-en-France. 
Le 26 juillet 1996 les communes de Saint-Witz, Survilliers, Vémars et Villeron rejoignent ce regroupement, qui compte alors 11 communes. 
Fosses, Marly-la-Ville et Fontenay-en-Parisis adhèrent la communauté le 16 juillet 2002, portant la communauté à 14 communes.
Le 15 juin 2009, 3 communes rejoignent la communauté de communes : Bouqueval, Le Mesnil-Aubry et Écouen, suivies, le 29 décembre 2009, par Le Plessis-Gassot.
Le 1er janvier 2013, la commune de Goussainville rentre dans la communauté, dont la population lui  permet désormais d'acquérir le statut de communauté d'agglomération,.
Dans le cadre de la mise en œuvre de la loi MAPAM du 27 janvier 2014, qui prévoit la généralisation de l'intercommunalité à l'ensemble des communes et la création d'intercommunalités de taille importante, le préfet de la région d'Île-de-France approuve le 4 mars 2015 un schéma régional de coopération intercommunale qui prévoit notamment la « fusion de la communauté d'agglomération Val de France (95) et de la communauté d'agglomération Roissy Porte de France (95), et extension du périmètre du nouveau regroupement aux communes de Seine-et-Marne (77) suivantes : Claye-Souilly, Compans, Dammatin-en-Goêle, Gressy, Le Mesnil-Amelot, Longpenier, Mauregard, Mitry-Mory, Moussy-le-Neuf, Moussy-le-Vieux, Othis, Rouvres, Saint-Mard, Thieux, Villeneuve-sous-Dammartin, Villeparisis ». 
Les préfets du Val-d'Oise et de Seine-et-Marne entérinent le 9 novembre 2015 la création de cette structure, qui prend la dénomination de communauté d'agglomération Roissy Pays de France et regroupe 42 communes à compter du 1er janvier 2016.

## Territoire communautaire

### Enjeux du territoire
La communauté regroupait un ensemble de communes du pays de France situées à proximité de la zone aéroportuaire de Aéroport Paris-Charles-de-Gaulle, et qui souhaitent mutualiser la richesse fiscale de cette zone d'activité majeure de l'Île-de-France, tout en gardant leur autonomie. De plus, le mécanisme d'écrêtement de la taxe professionnelle ne permettait pas à Roissy, où se trouve une part importante de l'aéroport, de percevoir la plus grande part de la taxe professionnelle payée par les entreprises qui y sont localisées. La communauté permettait donc de recevoir une part supplémentaire de cette richesse fiscale.
Le territoire de l'ex-communauté est remarquablement desservi par divers axes structurants de communication à l'échelle francilienne, française et européenne : 
- les routes et voies rapides : autoroutes A1, Francilienne, nationale RN17
- Transports en commun : RER B et D, gare TGV Aéroport Charles-de-Gaulle
- Aéroport Paris-Charles-de-Gaulle

### Composition
La communauté d'agglomération Roissy Porte de France regroupait 19 communes et 87 776 habitants (2014) :
| Nom                      | Code Insee | Gentilé                 | Superficie (km2) | Population (dernière pop. légale) | Densité (hab./km2) |
| ------------------------ | ---------- | ----------------------- | ---------------- | --------------------------------- | ------------------ |
| Roissy-en-France (siège) | 95527      | Roisséens               | 14,09            | 2 854 (2014)                      | 203                |
| Bouqueval                | 95094      | Valbuciens              | 2,81             | 319 (2014)                        | 114                |
| Chennevières-lès-Louvres | 95154      | Cannabriens             | 4,58             | 317 (2014)                        | 69                 |
| Écouen                   | 95205      | Écouennais              | 7,59             | 7 230 (2014)                      | 953                |
| Épiais-lès-Louvres       | 95212      | Épiaisois ou Épiaisiens | 3,42             | 116 (2014)                        | 34                 |
| Fontenay-en-Parisis      | 95241      | Fontenaysiens           | 10,84            | 1 935 (2014)                      | 179                |
| Fosses                   | 95250      | Fossatussiens           | 3,61             | 9 554 (2014)                      | 2 647              |
| Goussainville            | 95280      | Goussainvillois         | 11,52            | 31 442 (2014)                     | 2 729              |
| Louvres                  | 95351      | Lupariens               | 11,33            | 10 136 (2014)                     | 895                |
| Marly-la-Ville           | 95371      | Marlysiens              | 8,62             | 5 630 (2014)                      | 653                |
| Le Mesnil-Aubry          | 95395      | Mesnilois               | 6,64             | 927 (2014)                        | 140                |
| Le Plessis-Gassot        | 95492      | Plesséens               | 4,10             | 70 (2014)                         | 17                 |
| Puiseux-en-France        | 95509      | Puiséens                | 5,11             | 3 349 (2014)                      | 655                |
| Saint-Witz               | 95580      | Wéziens ou Vézéens      | 7,66             | 2 442 (2014)                      | 319                |
| Survilliers              | 95604      | Survillois              | 5,38             | 4 106 (2014)                      | 763                |
| Le Thillay               | 95612      | Thillaysiens            | 3,94             | 4 154 (2014)                      | 1 054              |
| Vaudherland              | 95633      | Vaudherlandais          | 0,09             | 78 (2014)                         | 867                |
| Vémars                   | 95641      | Vémarois                | 8,18             | 2 359 (2014)                      | 288                |
| Villeron                 | 95675      | Villeronnais            | 5,61             | 758 (2014)                        | 135                |

La population active s'élevait à 20 119 actifs ayant un emploi selon le recensement INSEE de 1999.

## Administration

### Siège
La communauté avait son siège à Roissy-en-France, 6 bis avenue Charles-de-Gaulle.

### Élus
La communauté était administrée par un conseil constitué de représentants élus par les conseils municipaux des communes membres. 
Le conseil communautaire a réélu en avril 2014 Patrick Renaud, maire adjoint de Roissy-en-France, président, ainsi que onze vice-présidents, tous maires des communes membres, qui constituaient l'exécutif de la communauté pour le mandat 2014-2015.

### Liste des présidents successifs
| Période                                  | Période | Identité       | Étiquette | Qualité                                                                                  |
| ---------------------------------------- | ------- | -------------- | --------- | ---------------------------------------------------------------------------------------- |
| Les données manquantes sont à compléter. |         |                |           |                                                                                          |
| 1994                                     | 2001    | André Toulouse | UMP       | Maire de Roissy-en-France                                                                |
| 2001                                     | 2015    | Patrick Renaud | DVD       | Maire-adjoint de Roissy-en-France Président de la CA Roissy Pays de France (2016 → 2020) |

### Budget et fiscalité
Les principales ressources de la communauté provenaient d'une fiscalité mixte : 
- La taxe professionnelle unique, au taux de 11,03 % en 2010 (devenue Fiscalité professionnelle unique)
- à laquelle s'ajoute une fiscalité sur les ménages 
  - Taxe d’habitation (TH) : 1,13 %
  - Taxe sur le foncier bâti (TFB) : 1,24 %
  - Taxe sur le foncier non bâti (TFNB) : 5,66 %
  - Taxe d’enlèvement des ordures ménagères (TEOM) : 3,83 %[9].

### Compétences
La communauté avait reçu des communes membres les compétences suivantes :
- une compétence obligatoire : le développement économique, assuré notamment par l'agence de développement économique "Roissy développement", ainsi que par le Centre intercommunal de formation (CIF) basé à Louvres.
- des compétences facultatives : 
  - la police municipale devenue ainsi intercommunale. Elle ne concerne pas encore la commune de Fosses
  - la collecte des déchets ménagers
  - les transports en commun avec le réseau intercommunal "Grand R" dont l'exploitation est assurée par le les Courriers d'Île-de-France (CIF). La communauté est autorité organisatrice des transports dite « de proximité »: Île-de-France mobilités, l'autorité organisatrice des transports de la région Île-de-France qui à la différence des autres régions est responsable de l'ensemble des transports, lui a délégué les transports en commun à l'intérieur de son territoire.
  - la gestion des piscines de Fosses, Louvres, Roissy-en-France et Survilliers et le stade de Saint-Witz
  - le musée intercommunal d'histoire et d'archéologie à Louvres, devenu Archéa.
  - la coordination des actions des bibliothèques municipales, avec notamment l'organisation d'une "Biennale du livre et du film de voyage" à Marly-la-Ville en décembre 2007 et novembre 2009.

La communauté était membre des structures suivantes : 
- Syndicat mixte d'études et de réalisations du pays de France
- Syndicat mixte d'études et de programmation pour le développement de l'est du Val-d'Oise (SIEVO)
- Syndicat mixte pour la gestion de la fourrière animale du Val-d'Oise (SMGFAVO)
- Syndicat mixte pour l'étude, la création et la gestion d'un équipement nautique
- Syndicat mixte pour la gestion et l'incinération des déchets urbains de la région de Sarcelles (SIGIDURS)[10].

## Réalisations
La CARPF  gérait notamment l'aménagement du territoire et le développement économique induit par la proximité de l'aéroport. 
La communauté a mené d'importants projets de développement économique : 
- World Trade Center Airapolis (Roissy-en-France).
- Sud Roissy/Planète France (Roissy-en-France).
- Aéroville (Roissy-en-France)
- Commercialisation en cours sur Roissyparc International
- Zone hôtelière.
- Les Grands Champs (Le Thillay).
- La Butte aux Bergers et la Tour Eiffel (Louvres).
- Zone d'activités à Fontenay-en-Parisis, Puiseux-en-France (en prolongement de la Butte aux Bergers, Vémars, Villeron, requalifications des anciennes ZAE
- Golf à Roissy-en-France.

Elle a ouvert Archéa, musée consacré à l'archéologie dans le pays de France, situé à Louvres et chargé de la mise en valeur du site archéologique d'Orville et du patrimoine céramique de la vallée de l'Ysieux.
La communauté a réhabilité le Château de Louvres, une grande maison bourgeoise de la seconde moitié du XIXe siècle longtemps utilisée par la direction du centre national de formation des cadres de la SNCF, afin d'y aménager une maison de l'emploi et des services à la population : association du service de maintien à domicile et à la personne et du service de la vie sociale.
Elle organisait un système de transport à la demande sur le territoire et au profit des habitants des villes membres, effectué par les taxis du territoire.

Elle assurait également de nombreux services aux habitants tels que centre intercommunal de formation, piscines, police municipale intercommunale.…